# Реклінггаузен (Рурський регіон)
Реклінгга́узен — місто, розташоване на північній околиці Рурської області на північному заході федеральної землі Північний Рейн — Вестфалія в Німеччині, а також центр однойменного округу.

## Географія

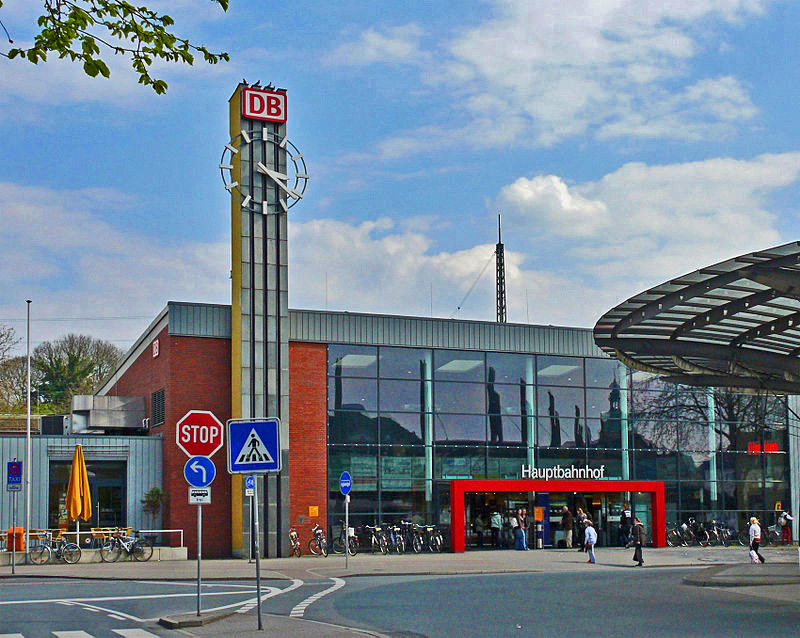
Головний залізничний вокзал Реклінґгаузена

Реклінггаузен розташований на північній околиці Рурської області у так званому Емшерланд (Emscherland) в південній частині Ліппе-Емшер-Плато (Lippe-Emscher-Plato), яка спадає в низину річки Емшер (Emscher).
Найвищою точкою Реклінґгаузена є Родельберг (Rodelberg). Це типова для німецьких міст штучна гора, що виникла після війни на тому місці, куди звозилися уламки цегли від зруйнованих будівель. Висота гори сягає 124 м над рівнем моря. Найнижча точка розташовується біля школи на Карлштрассе. Її висота становить всього лише 43 м над рівнем моря.

### Сусідні міста
З Реклінггаузеном межують такі міста (за годинниковою стрілкою, починаючи з півночі): Oer-Erkenschwick (Οр-Еркеншвік), Datteln (Даттельн), Castrop-Rauxel (Кастроп-Рауксель), Herne (Герне), Herten (Гертен) та Marl (Марль) (всі крім Герне належать до округу Реклінґгаузен).

## Адміністративний поділ
У Реклінггаузені крім Центру міста є ще 13 районів, серед яких є не лише нові райони, але й давні поселення, приєднані до міста в ході адміністративної реформи 1926 року: Берггаузен (Berghausen), Бокгольт (Bockholt), Ессель (Essel), Грульбад, Гіллен (Hillen), Гіллергайде (Hillerheide), Гохлар (Hochlar), Гохлармарк (Hochlarmark), Кеніг Людвіг (König Lüdwig (Король Людвіг)), Реллінггаузен (Röllinghausen), Шпекгорн (Speckhorn), Штукенбуш (Stuckenbusch), Зудервіх (Suderwich: 2004: населення трохи більше 10.000 осіб).

### Гохлар
У Гохларі (Hochlar) проживає 7,5 тис. осіб. Гохлар — один зі старих районів Реклінґгаузена і має дуже довгу історію в рамках району Фест (Vest Recklinghausen). Ця частина міста вперше згадується в IX столітті під назвою  Гух Ларе  (Huch Larhe), що в перекладі означає «пагорб, очищений вогнем від лісу» (для сільськогосподарського використання). Там, на горі Зеґенсберґ (Segensberg), у часи інквізиції відбувалися спалення єретиків та відьом.
Відома районна подія — свято Захисників Міста, яке проходить щотри роки. Щодва роки у Гохларі проходить ярмарок на честь Дня Подяки.

### Кеніг Людвіг
Кеніг Людвіг/Реллінггаузен (König Ludwig, 16 328 жителів) був названий на честь колишнього цеху. Ім'я йому дав баварський король Людвіг II. Частина району Кеніг Людвіг є ECA-поселенням.
Будівництво цього поселення, яке почалося 1953 року, стало можливим завдяки Плану Маршалла.
Із США прийшли кошти на будівництво в Реклінґгаузені поселення, розрахованого приблизно на 500 осіб.
Сьогодні в ECA-поселенні близько 2000 осіб живуть.

## Історія

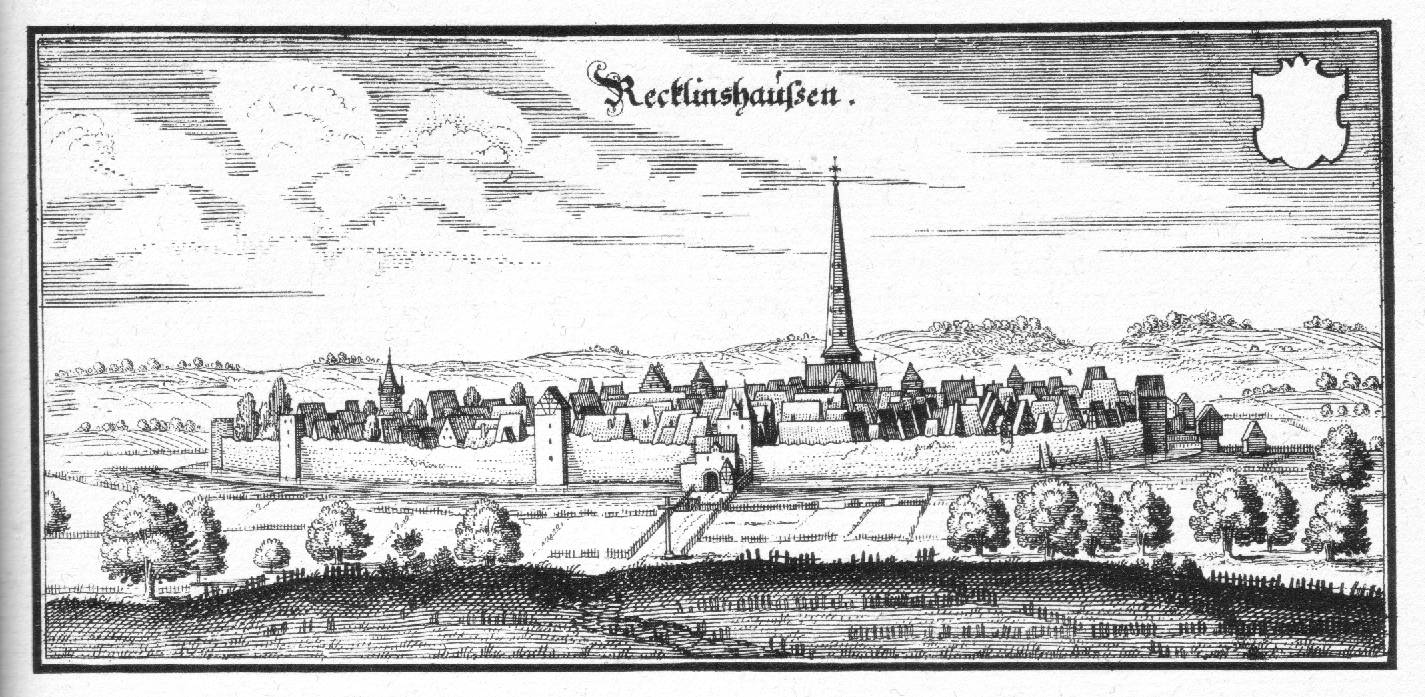
Реклінггаузен на гравюрі XVII століття

Місто вперше згадується в історичних документах за 1017 роком під назвою Ricoldinchuson. З 1150 року місто стало центром так званого Феста Реклінґгаузен
(Vest Recklinghausen), судового та адміністративного округу, що об'єднував усі околиці. З 1236 року Реклінґгаузен одержав міські права. До 1802 року Фест Реклінґгаузен входив до курфюрства Кельн.
Між 1514 та 1706 роками відомо про як мінімум 100 процесів над відьмами, що відбувалися в місті. Переслідування відьом сягнуло апогею в періоди 1580—1581 та 1588—1589 років. 1706 року після 16 місяців катування й ув'язнення була страчена Анна Спікерманн, остання «відьма» Реклінґгаузена.
Після ліквідації курфюрства Кельн місто перейшло до герцогства Аренберг, а 1811 року — до великого герцогства Берг. З 1815 року місто належить Пруссії.
На відміну від інших міст, Реклінґгаузен не надто постраждав під час Другої світової війни (було знищено 15 % споруд). З пам'яток архітектури найбільш ушкодженою внаслідок нальотів авіації була церква Пропстеркірхе. Від нальотів загинуло понад 300 жителів міста, більшість з яких 22 березня 1945 року.

## Визначні місця
- Найдавніший будинок міста (1522 рік), розташований за адресою Kunibertistraße 16.
- Вежа святого Штефана.
- Ратуша в неоренесансному стилі (1908).
- Фрагмент міського муру (XIV ст.).
- Музей історії пошти (Postgeschichtliches Museum Recklinghausen).
- Музей ікон (Ikonen-Museum Recklinghausen) — найбільша колекція православного мистецтва в Німеччині.
- Фестський музей (Vestisches Museum).
- Картинна галерея Реклінґгаузена (Kunsthalle Recklinghausen).
- Електрична підстанція Реклінґгаузена (Umspannwerk Recklinghausen) — Музей «Струм і життя».